# BABOON!
『BABOON!』（バブーン!）は、スペインのゲーム開発会社Relevo Videogamesが開発したPlayStation Vita、PlayStation 4用アクションゲーム。日本ではフライハイワークスからPlayStation Vita版が発売されている。ダウンロード専用。

## 概要
サルであるウィッキーが海賊バブーンの嫌がらせで空中でバラバラに浮いてしまったバナナを集めるため冒険を繰り広げる。スペインのメーカーが開発した本作だがキャラクターは日本人向けにデザインされている。

## システム
ウィッキーは爆弾を爆発させて移動、バナナを集めて障害物を乗り越えながらステージ最上部のゴールを目指す。各ステージの特定のマスではイベントが発生、さまざまなキャラクターとの物語が展開する。ステージごとにあるショップで有利になるアイテムを買える。

## 評価

### 受賞・ノミネート
- 8th Gamelab Awards 「Best Console Game」「Best Music / Sound」ノミネート[1]
- DeVuego Awards 2015 「Mejor Juego de Consolas（Best Console Game）」「Mejor Diseño（Best Design）」受賞[2]

### レビュー
ファミ通クロスレビューでは7、7、6、6の26点。レビュアーは「主人公を吹っ飛ばして移動するゲーム性がわかりやすい、システムがユニーク」「吹き飛ぶ軌道が任意表示なのは○」「内容と価格のバランスは取れている」「かわいいグラフィック、陽気な音楽に惹かれる」「擬人化された動物コミュニティに美少女が割り込んでくる世界が印象的」とした一方「予測軌道の設定をステージごとにする必要がある」「1回のミスでやり直しになるためやり込みには根気が必要」「吹っ飛ばした後の爆発で予想外の動きや現象が起こらないのは惜しい」「ゲーム進行に必要なお使い、アイテム収集をやり込み甲斐があるか立ち止まされていると感じるかで熱中度が変わる」とした。
Metacriticでは73/100のスコアでグラフィックや音楽、価格と品質の対比を賞賛、作業感があるゲームプレイを指摘している。